# KV52
Situé dans la vallée des Rois, dans la nécropole thébaine sur la rive ouest du Nil face à Louxor en Égypte, KV 52 fait partie d'un groupe de trois tombes (avec KV50 et KV51) appelées tombeaux des animaux car on y a retrouvé des momies d'animaux.